# Залеський В'ячеслав Костянтинович
В'ячеслав Костянтинович Залеський (нар. 3 вересня 1871, Харків — пом. 10 листопада 1936, Харків) — український радянський фізіолог і біохімік рослин, член-кореспондент АН УРСР (1925), Заслужений діяч науки УРСР (1935).

## Життєпис
Народився В'ячеслав Залеський 3 вересня 1871 року в Харкові. У 1893 році закінчив Харківський університет і залишився працювати там до 1899 року, з 1899 до 1903 року обіймав посаду завідувача кафедри фізіології рослин Новоалександрійський інституту сільського господарства та лісівництва в Пулавах. У 1903 році повертається в Харківський університет як професор, цю посаду він займав до своєї смерті. В'ячеслав Залеський був учнем В. І. Палладіна. За дві свої дисертації В'ячеслав Залеський отримав спочатку вчений ступінь магістра, а потім і доктора. В'ячеслав Залеський був відомий також і як викладач фізіології на вищих жіночих курсах

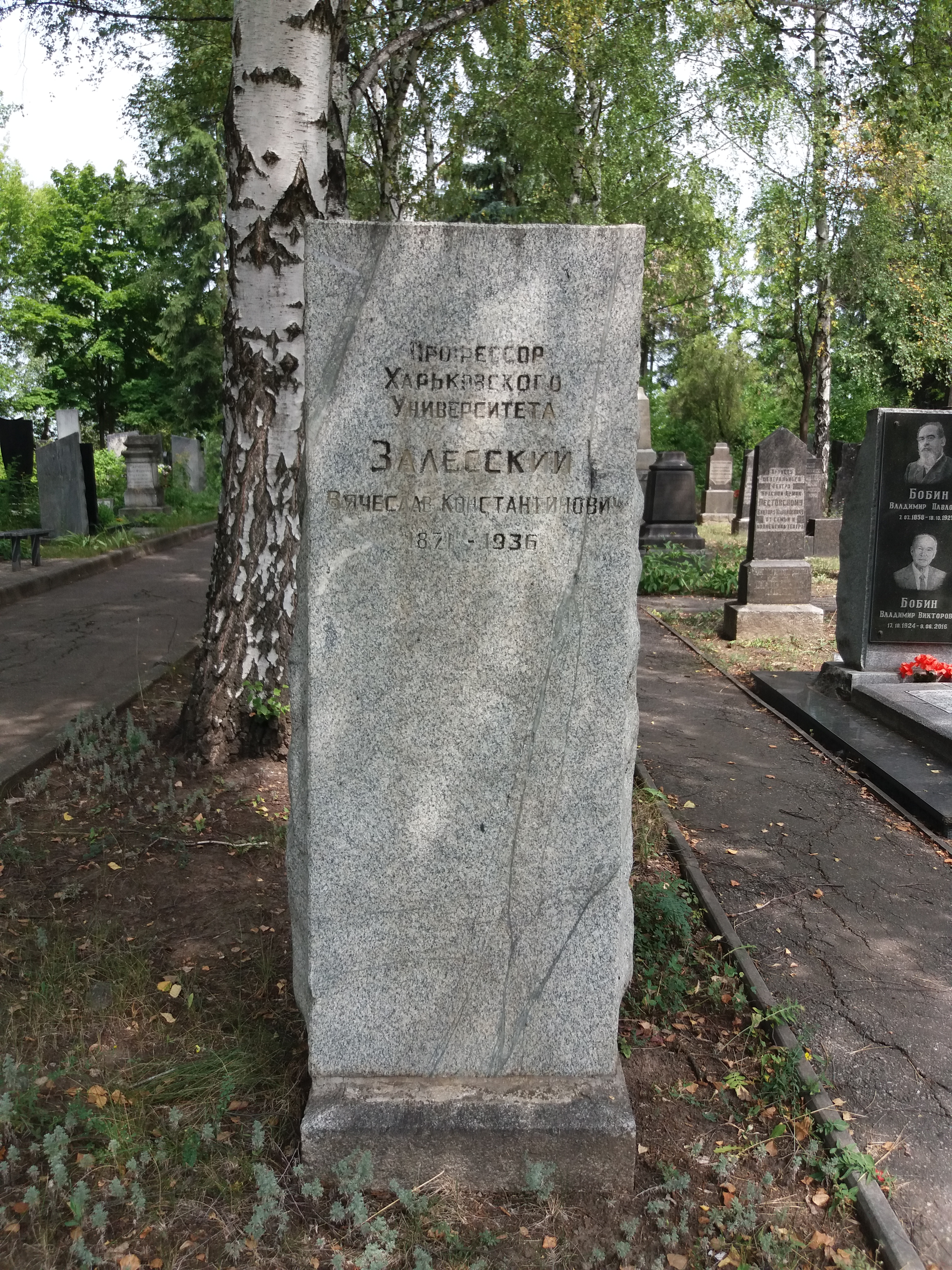
Могила В. К. Залеського на 13-му міському кладовищі Харкова

Помер В'ячеслав Залеський 10 листопада 1936 року в Харкові. Похований на 13-му міському кладовищі.

## Наукові дослідження
Основні наукові дослідження присвячено синтезу білкових речовин, вивченню ролі сполук фосфору й заліза в обміні речовин рослинного організму. Довів можливість утворення вищими рослинами білкових речовин з нітратів та вуглеводів без участі сонячної енергії, наявність у них ферменту карбоксилази. Вивчав ґрунтову мікрофлору, умови поширення у ґрунті азотобактера, процес дихання, дихальні ферменти, біохімічні перетворення в мікроорганізмах, питання фітопатології. Розробив методи боротьби з сажкою пшениці.